# Dahira taiwana
Dahira taiwana là một loài bướm đêm thuộc họ Sphingidae. Loài này có ở Đài Loan.